# Варена
Варена (італ. Varena) — муніципалітет в Італії, у регіоні Трентіно-Альто-Адідже,  провінція Тренто.
Варена розташована на відстані близько 500 км на північ від Рима, 37 км на північний схід від Тренто.
Населення — 864 особи (2014).
Щорічний фестиваль відбувається 29 червня. Покровитель — Петро (апостол).

## Демографія
Населення за роками:

Станом на 31 грудня 2014 року в муніципалітеті офіційно проживали 53 іноземці з 12 країн, серед них 30 громадян країн Євросоюзу та 2 громадяни України.

## Сусідні муніципалітети
- Альдіно
- Кавалезе
- Даяно
- Нова-Поненте
- Тезеро